# Mozambique African National Union
A MANU, sigla de Mozambique African National Union (depois  União Nacional Africana de Moçambique), foi um dos movimentos de libertação de Moçambique, fundado por Mateus Mhole, que se uniram, em 1962, para formar a Frelimo..
Surgiu em 1954 sob o nome União Maconde de Moçambique.
1. ↑  «Chissano acusa nacionalistas de terem tentado "puxar o tapete" a Mondlane». Consultado em 31 de agosto de 2017
2. ↑  Neves, O. I.. O poder e o impacto do islão no norte de Moçambique (Séculos XIX-XXI). Actas do Congresso Internacional Saber Tropical em Moçambique: História, Memória e Ciência. IICT – JBT/Jardim Botânico Tropical. Lisboa, 24-26 outubro de 2012